# The Boy Is Mine
«The Boy Is Mine» — песня, записанная американскими соул-исполнительницами Брэнди и Моникой. Она была выпущена как сингл на лейбле Atlantic Records 19 мая 1998 года. Песня вышла в качестве лид-синглов с двух альбомов 1998 года: Never Say Never Брэнди Норвуд и The Boy Is Mine Моники. Она была инспирирована песней 1982 года «The Girl Is Mine» дуэта суперзвёзд Майкл Джексон и Пол Маккартни.
Песня получила в целом положительные отзывы музыкальных критиков и стала первым хитом номер один для обеих певиц в США и за рубежом. «The Boy Is Mine» стала самой продаваемой песней года в США, было продано 2,6 миллиона копий, и она провела 13 недель на вершине США Billboard Hot 100. Она стала второй песней в истории чарта, которая поднялась прямо на первую строчку с предыдущей позиции ниже топ-20 (она была на 23-м месте), вслед за The Beatles и их скачком с 27-го места на № 1 их сингла «Can’t Buy Me Love» в апреле 1964 года. На международном уровне сингл также добился высоких позиций в чартах, заняв первое место в Канаде, Нидерландах и Новой Зеландии, и войдя в лучшие пятёрки в большинстве других чартов, в которых она появлялась.
В сопроводительном музыкальном видео, снятом Джозефом Каном, снимались сами певицы и Мехи Файфер. Он был номинирован на две награды MTV Video Music Award, включая Video of the Year and Best R&B Video. Также, «The Boy Is Mine» была награждена премией Грэмми в категории Grammy Award for Best R&B Performance by a Duo or Group и получила номинации в категориях Record of the Year и Best R&B Song в 1999 году. На церемонии Billboard Music Awards песня выиграла в трёх категориях, включая Hot 100 Sales Single of Year. В 2008 году журнал Billboard включил песню в свой список 100 лучших песен всех времён (№ 54; «50th Anniversary All-Time Hot 100 Top Songs»), а также в соул-список лучших песен (№ 18; «All-Time Top R&B/Hip-Hop Songs»).

## История
«The Boy Is Mine» была песней, которую Брэнди написала вместе с Родни «Darkchild» Джеркинсом, его братом Фредом Джеркинсом III, Джефом Техедой и ЛаШоном Дэниелсом. Певица придумала свою концепцию во время просмотра эпизода таблоидного ток-шоу The Jerry Springer Show, в котором основной темой были любовные треугольники среди гостей. Созданный как сольный трек, Брэнди изначально записала эту песню одна. Однако, послушав результат, она и Джеркинс подумали, что это будет лучше работать в дуэте, идея, которая была в дальнейшем вдохновлена хитом «The Girl Is Mine» 1982 года дуэта Пола Маккартни и Майкла Джексона. По просьбе Брэнди её лейбл Atlantic Records обратился к молодой R&B-певице Монике с просьбой о сотрудничестве. Пара видела друг друга мимоходом на церемониях награждения и других живых мероприятиях, и Брэнди думала, что дуэт поможет бороться с продолжающимися слухами о том, что певицы были соперниками. С разрешения Клайва Дэвиса, который возглавлял звукозаписывающую компанию Моники Arista Records, Моника в конце концов присоединилась к проекту.

## Итоговые списки
| Billboard | США | 1,001 Songs You Must Hear Before You Die, and 10,001 You Must Download | 2010 | - |
| Billboard | США | Bruce Pollock — The 7,500 Most Important Songs of 1944—2000            | 2005 | - |
| Billboard | США | Michaelangelo Matos — Top 100 Singles of the 1990s                     | 2001 |   |
| Billboard | США | (*) список без указания места.                                         |      |   |

## Коммерческий успех
«The Boy Is Mine» стал вторым лучшим синглом 1998 года в США с тиражом 2,591,000 копий, уступив только «Too Close» группы Next.
Сингл получил платиновую сертификацию Recording Industry Association of America (RIAA) и стал восьмым лучшим синглом десятилетия по мнению журнала Billboard (Decade-End Charts).

## Список треков
| US maxi CD single 1. «The Boy Is Mine» (альбомная версия) 2. «The Boy Is Mine» (клубный микс) 3. «The Boy Is Mine» (радио версия; с интро) 4. «The Boy Is Mine» (инструментальная альбомная версия) 5. «The Boy Is Mine» (а капелла) 2-track CD single 1. «The Boy Is Mine» (альбомная версия) 2. «The Boy Is Mine» (инструментальная версия) | European maxi CD / Australian CD 1. «The Boy Is Mine» (радио версия; без интро) — 4:00 2. «The Boy Is Mine» (радио версия; с интро) — 4:00 3. «The Boy Is Mine» (альбомная версия) — 4:51 4. «The Boy Is Mine» (клубная версия) — 7:39 |

## Чарты
| Чарт (1998—1999)                         | Высшая позиция |
| ---------------------------------------- | -------------- |
| Австралия (ARIA)                         | 3              |
| Австрия (Ö3 Austria Top 40)              | 6              |
| Бельгия/Фландрия (Ultratop 50)           | 4              |
| Бельгия/Валлония (Ultratop 50)           | 2              |
| Канада (RPM Top Singles)                 | 1              |
| Канада (Dance, RPM)                      | 1              |
| Канада (Urban, RPM)                      | 1              |
| Дания (IFPI)                             | 3              |
| Европа (European Hot 100 Singles)        | 2              |
| Франция (SNEP)                           | 2              |
| Германия (GfK)                           | 5              |
| Греция (IFPI Greece)                     | 4              |
| Исландия (Íslenski Listinn Topp 40)      | 2              |
| Ирландия (IRMA)                          | 2              |
| Италия (Musica e dischi)                 | 10             |
| Нидерланды (Dutch Top 40)                | 1              |
| Нидерланды (Single Top 100)              | 1              |
| Новая Зеландия (Recorded Music NZ)       | 1              |
| Норвегия (VG-lista)                      | 2              |
| Шотландия (OCC Scotland)                 | 22             |
| Швеция (Sverigetopplistan)               | 3              |
| Швейцария (Schweizer Hitparade)          | 3              |
| Великобритания (OCC UK Singles)          | 2              |
| Великобритания (OCC UK Dance)            | 7              |
| Великобритания (OCC UK Hip Hop/R&B)      | 1              |
| США (Billboard Hot 100)                  | 1              |
| США (Hot Dance Singles Sales, Billboard) | 1              |
| США (Billboard Hot R&B/Hip-Hop Songs)    | 1              |
| США (Billboard Pop Airplay)              | 3              |
| США (Billboard Rhythmic)                 | 1              |

| Чарт (1998)                              | Позиция |
| ---------------------------------------- | ------- |
| Канада (Top Singles, RPM)                | 7       |
| Канада (Dance, RPM)                      | 7       |
| Канада (Urban, RPM)                      | 1       |
| Европа (European Hot 100 Singles)        | 9       |
| Великобритания (Official Charts Company) | 18      |
| США (Billboard Hot 100)                  | 2       |
| США (Billboard R&B/Hip Hop Chart)        | 3       |
| США (Mainstream Top 40 Billboard)        | 19      |
| США (Rhythmic Billboard)                 | 3       |

| Чарт (1990—1999)                         | Позиция |
| ---------------------------------------- | ------- |
| Великобритания (Official Charts Company) | 99      |
| США (Billboard Hot 100)                  | 8       |

| Чарт (1958—2018)        | Позиция |
| ----------------------- | ------- |
| США (Billboard Hot 100) | 70      |

## Сертификации и продажи
| Регион | Сертификация  | Продажи   |
| --- | ------------- | --------- |
| Австралия (ARIA) | Платиновый    | 70 000^   |
| Бельгия (BEA) | Платиновый    | 50,000*   |
| Франция (SNEP) | Платиновый    | 662,000   |
| Германия (BVMI) | Золотой       | 250 000^  |
| Нидерланды (NVPI) | Платиновый    | 75 000^   |
| Новая Зеландия (RMNZ) | Платиновый    | 10 000*   |
| Норвегия (IFPI Norway)                                                                                                   | Золотой       |           |
| Швеция (GLF) | Золотой       | 15 000^   |
| Швейцария (IFPI Switzerland)                                                                                             | Золотой       | 25 000^   |
| Великобритания (BPI) | Платиновый    | 816,000   |
| США (RIAA) | 2× Платиновый | 2,591,000 |
| * Данные о продажах приведены только на основе сертификации. ^ Данные о тиражах приведены только на основе сертификации. |               |           |

## История релиза
| Страна | Дата        | Формат   |
| ------ | ----------- | -------- |
| США    | 5 мая 1998  | Радио    |
| США    | 19 мая 1998 | CD-сингл |